# اریکا هس
اریکا هس (آلمانی: Erika Hess؛ زادهٔ ۶ مارس ۱۹۶۲) اسکی‌باز آلپاین اهل سوئیس است.
وی در مسابقات کشوری و بین‌المللی در مجموع برندهٔ ۶ مدال طلا، ۱ مدال برنز شده‌است.
او در  اسلالوم در بازی‌های المپیک زمستانی ۱۹۸۰ در سن ۱۷ سالگی مدال برنز گرفت.  

### بیوگرافی
هس در نیدوالدن متولد شد، اولین شروع جام جهانی هس در پانزده سالگی در برشتس گادن، آلمان غربی، در ۲۵ ژانویه ۱۹۷۸ بود، و اولین سکوی او در ۶دسامبر ۱۹۷۹  در وال-دیزر ، فرانسه بود. او در سن 25 سالگی پس از فصل ۱۹۸۷ با ۳۱ پیروزی در جام جهانی، ۷۶ سکو، و ۱۴۶ حضور در  ده تیم برتر ، بازنشسته شد.او شش مسابقه اسلالوم جام جهانی را متوالی از ژانویه تا پایان فصل در مارس ۱۹۸۱ برنده شد.
پسر عموی او مونیکا هس (متولد ۱۹۶۴) نیز یک مسابقه دهنده اسکی آلپاین بود.
او در مقاله‌ای در روزنامه اسپورت درباره بازنشستگی خود توضیح داد که دلیل مهم پایان دوران حرفه‌ای او قبل از کلگری ۱۹۸۸ عواملی بود که در بازی‌های المپیک داده شد مانند آب و هوا، شلوغی و فشار عصبی، که وزن آن در المپیک چند برابر می‌شد. نسبت به یک مسابقه معمولی او نتوانسته بود با این شرایط کنار بیاید.
هس با ژاک ریموند (مربی او) ازدواج کرد. این زوج و سه پسر تا زمان مرگ ریموند در می ۲۰۲۰ (به دلیل کووید-19) در سن لژیر-لا کیساز در کانتون وو زندگی می کردند.